# 2021年台北電影節
2021年台北電影節原本預定是在2021年在6月24日至7月10日舉辦，但因應COVID-19在臺灣的疫情持續升溫，將延後至2021年9月23日至10月7日舉辦。

## 開閉幕片
2021年8月30日官方公布該屆開閉幕片。
| 中文片名 | 導演   | 製作國   |
| -------- | ------ | -------- |
| 《月老》 | 九把刀 | 中華民國 |
| 《詭扯》 | 許富翔 | 中華民國 |

## 特別放映
以下電影被選定為該單元：
| 中文片名                | 導演                    | 製作國          |
| ----------------------- | ----------------------- | --------------- |
| 《詭祭》                | 王洪飛（David Verbeek） | 荷蘭、 中華民國 |
| 《十七歲的天空》        | 陳映蓉                  | 中華民國        |
| 《茶金：第1-2集特別版》 | 林君陽                  | 中華民國        |
| 《四樓的天堂：第1-2集》 | 陳芯宜                  | 中華民國        |

## 競賽
2021年1月15日，台北電影獎及國際新導演競賽開放報名徵件。5月15日，公布台北電影獎入圍名單及國際新導演競賽入選名單。頒獎典禮於10月9日在台北市中山堂舉行。

### 台北電影獎
| 中文片名               | 導演                 | 製作國                 |
| ---------------------- | -------------------- | ---------------------- |
| 劇情長片               |                      |                        |
| 《同學麥娜絲》         | 黃信堯               | 中華民國               |
| 《消失的情人節》       | 陳玉勳               | 中華民國               |
| 《無聲》               | 柯貞年               | 中華民國               |
| 《當男人戀愛時》       | 殷振豪               | 中華民國               |
| 《緝魂》               | 程偉豪               | 中華民國               |
| 《詭扯》               | 許富翔               | 中華民國               |
| 《我沒有談的那場戀愛》 | 徐譽庭、許智彥       | 中華民國               |
| 《聽見歌 再唱》        | 楊智麟               | 中華民國               |
| 《複身犯》             | 蕭力修               | 中華民國               |
| 《怪胎》               | 廖明毅               | 中華民國               |
| 《愛．殺》             | 周美玲               | 中華民國               |
| 《親愛的殺手》         | 賴孟傑               | 中華民國               |
| 《馗降：粽邪2》        | 廖士涵               | 中華民國               |
| 《詭祭》               | 王洪飛 David VERBEEK | 中華民國 、 荷蘭       |
| 《腿》                 | 張耀升               | 中華民國               |
| 紀錄片                 |                      |                        |
| 《削瘦的靈魂》         | 朱賢哲               | 中華民國               |
| 《度日》               | 林佑恩               | 中華民國               |
| 《捕鰻的人》           | 許哲嘉               | 中華民國、 日本、      |
| 《惡人之煞》           | 李永超               | 中華民國               |
| 《綠色牢籠》           | 黃胤毓               | 中華民國、 日本、 法國 |
| 短片                   |                      |                        |
| 《巴基之詩》           | 陳瀚恩               | 中華民國               |
| 《江仔》               | 黃仕旻               | 中華民國               |
| 《軟弱的梨》           | 陳韶君               | 中華民國               |
| 《貓與蒼蠅》           | 曹仕翰               | 中華民國               |
| 《鋼琴課》             | 徐湧智               | 中華民國、 法國        |
| 《美樂蒂》             | 陳稚尹               | 中華民國               |
| 動畫片                 |                      |                        |
| 《山川壯麗》           | 黃勻弦、廖珮妤       | 中華民國               |
| 《水中的女孩》         | 黃詩柔               | 中華民國               |
| 《夜車》               | 謝文明               | 中華民國               |
| 《奢侈凡夜》           | 饒予安               | 中華民國               |
| 《廢棄之城》           | 易智言               | 中華民國               |

### 國際新導演競賽
| 中文片名             | 英文片名                   | 導演                                   | 製作國                             |
| -------------------- | -------------------------- | -------------------------------------- | ---------------------------------- |
| 《由宇子的天秤》     | A Balance                  | 春本雄二郎 HARUMOTO Yujiro             | 日本                               |
| 《沉默代號》         | Azor                       | 安德烈亞斯．馮塔納 Andreas FONTANA     | 瑞士、 法國、 阿根廷               |
| 《煙硝中，我們狂歡》 | Celts                      | 米莉卡．托莫維奇 Milica TOMOVIĆ        | 塞爾維亞                           |
| 《徘徊年代》         | Days Before the Millennium | 張騰元 CHANG Teng-yuan                 | 中華民國                           |
| 《性．愛饗宴》       | Feast                      | 提姆．萊昂德克 Tim LEYENDEKKER         | 荷蘭                               |
| 《歡迎來到鬼魅之都》 | Ghosts                     | 阿茲拉．丹妮茲．歐卡 Azra Deniz OKYAY  | 土耳其、 法國、                    |
| 《綠色牢籠》         | Green Jail                 | 黃胤毓 HUANG Yin-yu                    | 中華民國、 日本、 法國             |
| 《西非夜譚》         | Night of the Kings         | 菲利普．拉科特 Philippe LACÔTE         | 法國、 加拿大、 塞内加尔           |
| 《結婚，先不要》     | Second Thoughts            | 卓拉．盧克斯 Zora RUX                  | 德国                               |
| 《女孩們的夏日浮光》 | Short Vacation             | 權珉杓 KWON Min-pyo、徐韓率 SEO Hansol |                                    |
| 《野馬分鬃》         | Striding Into the Wind     | 魏書鈞 WEI Shujun                      | 中国                               |
| 《失落邊境》         | Taste                      | 黎豹 LÊ Bảo                            | 越南、 新加坡、 法國、 泰國、 德国 |

## 代言人
影展大使
邱澤
非常新人
本屆「非常新人」首度公開對外招募，最終在236個報名者中嚴選10名作為本屆「非常新人」的代表。所有演員在當年均未主演電影劇情長片超過3部。
- 潘綱大
- 盧以恩
- 韓寧
- 劉修甫
- 林幻夢露
- 李沐
- 吳翰林
- 黃冠智
- 陸夏
- 宋偉恩

## 外部連結
- 官方网站